# Nagyerdei Almanach
A Nagyerdei Almanach egy 2009-ben alakult, évente két alkalommal megjelenő hivatalos, online ISSN számmal ellátott, lektorált bölcseleti periodika, amely elsősorban a humán tudományok területén dolgozó kutatók publikációs fórumául kíván szolgálni. Kiadója a Debreceni Egyetem BTK Filozófia Intézete.

## Tevékenységi körök
- konferenciák szervezése
- konferenciaanyagok közzététele
- könyvek kiadása
- tanulmányok megjelentetése

## Szerkesztők
- Gáspár László Ervin
- Hornyák Péter István
- Horváth Lajos
- Péter Szabina
- Tánczos Péter
- Valastyán Tamás[1]